# Nya Zeelands herrjuniorlandslag i ishockey
Nya Zeelands herrjuniorlandslag i ishockey (engelska: New Zealand men's national junior ice hockey team) representerar Nya Zeeland i ishockey för herrjuniorer. Laget spelade sin första landskamp den 5 januari 2004 i Sofia under juniorvärldsmästerskapets Division III-grupp, och vann då med 3-2 mot Turkiet.

### Fotnoter
1. ↑  ”Championnat du monde 2004 des moins de 20 ans”. Hockeyarvhives. 2003-2004. http://www.passionhockey.com/hockeyarchives/U-20_2004.htm. Läst 16 december 2013.